# 科隆格 (滨海阿尔卑斯省)
科隆格（法語：Collongues，法語發音：[kɔlɔ̃ɡ]）是法国滨海阿尔卑斯省的一个市镇，位于该省西北部，和上普罗旺斯阿尔卑斯省接壤，属于格拉斯区。

## 地理
科隆格（43°53'17"N, 6°51'47"E）面积10.78 平方千米，位于法国普罗旺斯-阿尔卑斯-蓝色海岸大区滨海阿尔卑斯省，该省份为法国东南部沿海省份，南濒地中海，西南至瓦尔省，西北接上普罗旺斯阿尔卑斯省，北部和东部与意大利接壤。
与科隆格接壤的市镇（或旧市镇、城区）包括：拉罗谢特、阿米拉、莱米茹勒、萨拉格里丰。

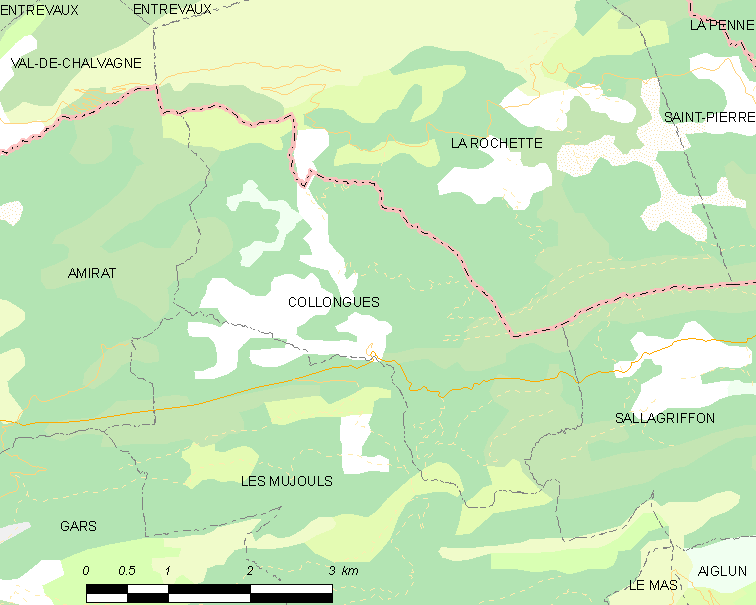
的OSM定位图

科隆格的时区为UTC+01:00、UTC+02:00（夏令时）。

## 行政
科隆格的邮政编码为06910，INSEE市镇编码为06045。

## 政治
科隆格所属的省级选区为格拉斯第一县。

## 人口

1962-2008年间人口变化图示

科隆格于2022年1月1日时的人口数量为80人。